# A Weekend in the City
A Weekend in the City è il secondo album in studio del gruppo inglese Bloc Party, pubblicato il 5 febbraio 2007.
L'album è stato prodotto da Jacknife Lee, mentre la copertina del booklet è un'opera di Rut Blees Luxemburg.

## L'album
L'album parla delle problematiche di ogni giorno come l'immigrazione, l'abuso di droghe, l'omosessualità (Kreuzberg) o degli attentati di Londra del 2005 (Hunting for Witches). L'album è stato ben accolto dalla critica.

## Singoli estratti
Il primo singolo estratto è The Prayer, pubblicato il 29 gennaio 2007. Il video del singolo è stato diretto da Walter Stern ed è stato molto criticato per le "immagini troppo forti". MTV non ha potuto trasmettere il video nelle fasce orarie protette proprio per questo motivo.
Il secondo singolo è I Still Remember. L'album ha raggiunto la seconda posizione dei dischi più venduti in Gran Bretagna superando così il nuovo lavoro dei Fall Out Boy. In America, A Weekend in the City ha raggiunto la dodicesima posizione nella classifica Billboard degli album più venduti.
Song for Clay (Disappear Here) è, nel testo, un chiaro e continuo omaggio al romanzo di Bret Easton Ellis: Less than Zero di cui il personaggio di Clay è  appunto uno dei protagonisti, tanto da citare esplicitamente passaggi fondamentali del romanzo come: People are afraid, are afraid to merge on the freeway.
Disappear here.
Dal sito della band si registra che l'album ha venduto più di 500 000 copie nella prima settimana dopo la pubblicazione. I brani Kreuzberg e I Still Remember sono stati usati come colonna sonora di un episodio di The O.C..
Il terzo singolo estratto è Hunting For Witches. La casa discografica ha chiesto più volte ai Bloc Party di cambiare il titolo di questa canzone.

## Tracce
Edizione CD
1. Song for Clay (Disappear Here) – 4:49
2. Hunting for Witches – 3:31
3. Waiting for the 7:18 – 4:17
4. The Prayer – 3:45
5. Uniform – 5:32
6. On – 4:46
7. Where Is Home? – 4:54
8. Kreuzberg – 5:27
9. I Still Remember – 4:23
10. Sunday – 4:59
11. SRXT – 4:51

DVD bonus
1. Studio Footage
2. Interviews
3. The Prayer [Video]
4. I Still Remember [Video]

## Formazione
- Kele Okereke - chitarra e voce
- Russel Lissack - chitarra
- Matt Tong - batteria e voce secondaria
- Gordon Moakes - basso e voce secondaria